# George Walker (joueur d'échecs)
Pour les articles homonymes, voir George Walker et Walker.
George walker est un joueur d'échecs et un éditeur britannique né le 13 mars 1803 à Londres et mort le 23 avril 1879.
Il grandit dans la librairie de son père à Londres. En 1823-1824, il fut le premier éditeur à publier une chronique sur les échecs dans The Lancet (écrite par Lewis).
Il fut le fondateur de plusieurs clubs d'échecs dont le Westminster Chess Club en 1831 et le St George à Hannover Square en 1843. 
En 1835, Walker commença une chronique dans l'hebdomadaire Bell's Life de Londres, qui dura jusqu'en 1873. Il publia en 1834 une collection de mille vingt parties jouées entre 1780 et 1844 dans son livre Chess Studies, parmi lesquelles les parties du match d'échecs La Bourdonnais - McDonnell de 1834. Pendant ce match, ce fut Walker qui organisa la visite de La Bourdonnais à Londres et leva des fonds pour ce match. Il fut l'éditeur du premier magazine britannique sur les échecs : The Philidorian en 1837-1838.